# 아체 전쟁
아체 전쟁(인도네시아어: Perang Aceh, 네덜란드어: Atjehoorlog, 1873년 ~ 1904년 혹은 관점에 따라 1914년) 또는 네덜란드 전쟁, 불신자 전쟁은 아체 술탄국과 네덜란드 사이에서 벌어졌던 전쟁을 일컫는 말이다. 1873년 초 아체 대표단과 미국 사이에 싱가포르에서 벌어졌던 협상의 결과로 발발하였다. 이 전쟁은 네덜란드에는 1906년과 1908년의 발리섬 침공전과 더불어 네덜란드령 동인도에서 벌이는 최후의 전쟁이었으나, 다른 지역에서와는 달리 잘 조직된 아체의 군대를 맞아 네덜란드군은 고전을 면치 못했다. 이 전쟁의 힘겨운 승리로 네덜란드 세력은 현대의 인도네시아 지역에서 완전한 군사적 패권을 쥐게 되었다.

## 배경
19세기 중반까지만 해도 아체 술탄국의 독립은 1819년의 영국-네덜란드 조약에 의해 보장되어 있었으며, 16세기 이래로 아체 술탄국은 오스만 제국의 보호국 지위였다. 1820년대에 아체는 세계 후추 생산의 절반 가량을 담당하게 된 경제적 번영에 힘입어 봉건 라자(raja, 지방 군주)들에 대한 영향력을 강화하였다. 이에 따라 아체는 수마트라섬 지역에서 정치, 상업 양 분야의 강국이라 할 만한 위치를 점하게 되었다. 아체에 대한 유럽과 아메리카에서의 후추 수입도 증가하였는데, 이에 따라 영국, 프랑스, 미국 등의 세력들 간에 종종 외교적 불화가 일어났다. 투안쿠 이브라힘 술탄 시절(1838년-1870년) 아체는 확장 정책을 펼쳐 지방의 라자들에게 통제력을 강화하였으며, 수마트라 동부 해안까지 세력권을 확장하였다. 그러나 아체의 수마트라 남방 팽창은 네덜란드 세력의 수마트라 북방 팽창과 맞물려 둘 간에 충돌이 발생하게 되었다.
1869년의 수에즈 운하 개통과 항로의 변화로 인해 영국과 네덜란드는 영국의 수마트라 영토 포기를 골자로 하는 수마트라에 대한 1871년 영국-네덜란드 조약을 체결하였다. 네덜란드는 이로써 수마트라 전역을 잠재적인 영향권 내로 편입하면서 말레이 제도에서의 자유로운 행동을 보장받는 대신 해적 행위에 대한 감시 책임을 지게 되었다. 또한 반대로 영국은 아프리카의 네덜란드령 황금 해안(Dutch Gold Coast)을 얻고, 시악(Siak)에서 네덜란드와 동등한 상업적 권리를 얻게 되었다. 네덜란드는 이를 기점으로 독립 현지 세력을 제거하고 아체의 후추를 비롯한 자연자원을 획득하려는 목적으로 아체를 대상으로 한 팽창을 목표로 하게 되었다. 또, 이에는 아체 지역을 확실히 손에 넣음으로써 영국과 프랑스 등 기타 식민 열강들이 이 지역에 눈독을 들이지 못하도록 하려는 목적도 있었다.

## 군사 작전

### 네덜란드의 제1차 아체 침공
1873년 싱가포르에서 아체 술탄국의 대표단과 미국 영사 간에 쌍무 협정 체결을 위한 협상이 벌어졌다. 네덜란드 세력은 이를 영국과의 1871년 협정 위반으로 간주하였으며 아체를 군사적으로 합병할 기회로 판단하였다. 네덜란드는 1873년 3월 26일 요한 하르먼 루돌프 쾰러 장군 휘하의 병력을 보내 아체의 수도 반다아체를 포격하였고, 4월 무렵에는 대부분의 해안 지역을 점령하였다. 술탄의 궁을 공격하고 접수하는 것이 네덜란드군의 목표였는데, 네덜란드는 이를 통해 아체 전토에 대한 점령을 끌어낸다는 심산이었다. 술탄은 싱가포르에서 이탈리아와 영국에 군사원조를 요청하였고 실제로 받았던 것으로 추정된다. 군사원조를 받든 받지 않았든 이 시기 아체의 육군은 급속도로 근대화되었고 양적으로도 1만 내지 10만으로 확대되었다. 아체의 군사력을 과소평가한 네덜란드군은 연거푸 중대한 전술적 실책을 범하면서 쾰러 장군까지 전사하는 등 지속적인 피해를 입었다. 이와 같은 패배 경험이 누적될수록 네덜란드군의 사기와 위신은 저하되어 갔다.
결국 아체의 분전을 견뎌내지 못하고 네덜란드군은 퇴각하였고, 해군력을 동원하여 아체 지역에 전방위적인 봉쇄를 감행하였다. 아체의 독립을 지키기 위해 술탄 마뭇은 다른 서구 열강이나 오스만 제국에 도움을 호소했으나 아무런 소용이 없었다. 미국 영사는 동정을 보였으나, 미국 정부는 중립을 지켰다. 이미 쇠퇴하여 국제정치 무대를 주도하지 못하게 된 오스만 제국 역시 도움을 줄 처지가 못 되었다. 영국은 네덜란드와의 관계를 이유로 개입을 거부하였으며, 프랑스 역시도 마뭇의 호소를 외면하였다.

### 네덜란드의 제2차 아체 침공
1873년 11월 네덜란드는 얀 판 스비턴 장군 휘하 13000명의 병력을 동원하여 아체에 대한 2차 침공을 시작하였다. 이 전쟁은 콜레라의 발발과 겹쳐 양측에서 수천 명의 콜레라 병사자가 속출하였다. 1874년 1월 무렵 아체 술탄 마뭇 샤가 악화된 전황 때문에 불가피하게 반다아체를 버리고 내륙으로 후퇴하였다. 네덜란드군은 반다아체를 점령하고 술탄궁 달람을 접수하였고, 이로써 네덜란드인들은 이겼다고 생각하게 되었다. 네덜란드 점령군은 곧 아체 술탄국의 소멸과 아체 지역의 네덜란드령 동인도 합병을 선언하였다.
술탄 마뭇이 콜레라로 죽자 아체인들은 투안쿠 이브라힘의 젊은 손자 투안쿠 무하맛 다웃을 술탄 이브라힘 만수르 샤(재위 1874년-1903년)로 선포하고 산과 정글에서 십 년 가량이나 쌍방이 상당한 피해를 입은 대 네덜란드 저항을 속행하였다. 1880년 무렵 네덜란드의 전략은 공세적인 전쟁을 계속하기보다 이미 정복한 지역―아체의 구 수도인 반다아체와 항구 도시들에 거의 한정된―을 방어하는 정도로 변경되었다. 한편 네덜란드의 해안 봉쇄로 아체의 세속 지도자 계층인 울레발랑들은 해안 지역에 대한 네덜란드의 통제력을 확대하는 조약들에 서명할 수밖에 없었다. 그러나 울레발랑들은 네덜란드와의 관계 안정화로 회복된 수입을 아체 저항군을 재정적으로 지원하는 데 사용하기도 하였다.
아체에 대한 네덜란드의 군사 개입은 수천 병사들의 사망과 식민 정부의 심각한 재정 지출을 초래하였다. 1880년 10월 13일 식민 정부는 전쟁의 종결을 선언하고 아체 지방에 민간 정부를 설치하였으나, 점령한 지역들을 유지하는 데만도 상당한 비용 소모가 지속되었다. 아체 지역민의 지지를 얻기 위해 네덜란드인들은 화해의 제스처로 반다아체에 바이투라만 대성원(인도네시아어: Mesjid Raya Baiturrahman)을 건설하였다.

### 성전
전쟁은 영국 선박 나이스로(Nisero)가 아체 지역 중 네덜란드의 영향력이 거의 없는 해안 지역에 좌초한 것을 기점으로 1883년에 다시 시작되었다. 좌초 지역의 지도자는 네덜란드와 영국에 모두 몸값 지불을 요구했고, 영국의 압력으로 네덜란드는 선원들을 풀려나게 하기 위한 노력을 해야 했다. 네덜란드는 지역 지도자 트쿠 우마르에게 구조 요청을 하였으나 그는 거절하였고, 이러한 인질 구출 시도가 실패하고 나서 네덜란드는 영국과 함께 이 지역을 침공하였다. 술탄은 인질을 넘겨주는 대가로 상당량의 몸값을 받았다.
네덜란드 전쟁장관 아우휘스트 빌럼 필립 베이트절(August Willem Philip Weitzel)은 다시 아체와의 전쟁을 선포하였지만 전황은 이전처럼 별로 성공적이지는 못했다. 기술적으로 우세한 적을 상대하기 위해 아체인들은 함정과 매복 등을 사용하는 게릴라전에 의존하였다. 네덜란드군은 점령한 마을을 완전히 폐허로 만들고 포로와 주민을 학살함으로써 보복하였다. 이러한 아체의 전술은 효과가 있어, 1884년 네덜란드군은 반다아체 주위의 요새화된 전선으로 후퇴하였다. 네덜란드인들은 지역 지도자들의 협조에 매달렸는데, 예로 그들은 기술한 트쿠 우마르를 돈, 아편, 무기로 포섭할 수 있었다. 우마르는 '위대한 장군(panglima prang besar)' 칭호를 받았다.

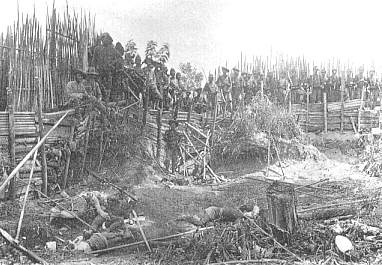
1901년, 네덜란드군이 점령한 아체 항구 사진

우마르는 이 칭호를 쓰는 대신 자신을 '영웅 조한(Teuku Djohan Pahlawan)'으로 불렀다. 1894년 1월 1일 우마르는 네덜란드의 지원을 받아 군대를 구성할 수 있었다. 그러나 2년 후 우마르는 자신의 군대를 이끌고 아체 내륙을 복속시키는 데 동참하지 않고 오히려 네덜란드인들을 공격하였다. 이는 네덜란드 역사에서 '트쿠 우마르의 배반(네덜란드어: Het verraad van Teukoe Oemar)'으로 기록되는 사건이다. 1880년대 중반부터 아체의 군사적 지도력은 울라마가 쥐고 있었는데, 그 일원인 틍쿠 칙 디 티로 무하마 사만(Tengku Chik di Tiro Muhamma Saman)은 설교와 히카얏 시를 이용해 성전(聖戰) 개념을 전파하였다. 아체 전사들은 스스로를 침략한 불신자들에 맞서 싸우는 순교자로 여겼다. 이 무렵 아체 전쟁은 서구 제국주의에 대한 무슬림 저항의 상징이 되어 있었다.
네덜란드의 노력에도 불구하고 1892년과 1893년에도 아체는 독립 상태를 유지하였다. 동인도 식민 지역 네덜란드군의 요아너스 베네딕튀스 판 회츠 장군은 레이던 대학교의 이슬람학자 흐리스티안 스나우크 휘르흐로녀(Christiaan Snouck Hurgronje) 박사의 지원을 받아 아체에 대한 일련의 글을 썼다. 휘르흐로녀는 힘겹게 많은 아체 지도자들의 신뢰를 얻고, 네덜란드 정부를 위해 인도네시아 이슬람 순례 활동에 관한 정보를 수집할 수 있었다. 이때 쓰인 저작들은 오랫동안 공무 기밀로 취급되었다. 휘르흐로녀는 아체 사회에 대한 분석에서 술탄의 역할을 최소화하고 지역의 실질적인 행정력을 가진 세습 귀족 계층 '울레발랑'에 주의를 기울여야 한다고 논하였다. 또한, 종교 지도자 울라마는 믿거나 협력하도록 회유할 수 없으며 분쇄되어야 한다고 주장하였다. 분할정복(divide-and-conquer) 정책의 일환으로 휘르흐로녀는 네덜란드에 이 울레발랑과 울라마 사이의 격차를 넓히라고 촉구하였다.
1894년 이슬람 판관 하산 무스타파도 무슬림들이 네덜란드 식민 정부에 굴복해야 한다는 파트와를 발표하여 투쟁을 수그러들게 하는 데 공헌하였다.

### 항쟁의 소멸
이러한 휘르흐로녀의 조언이 있은 후, 1898년 판 회츠는 아체의 지사로 선포되었다. 판 회츠는 나중에 네덜란드의 수상이 되는 부관 헨드리쿠스 콜레인(Hendrikus Colijn)과 함께 아체의 나머지 지역을 정복할 것이었다. 이들은 휘르흐로녀의 제안에 따라 아체 내륙에서 네덜란드 세력을 지원할 협조적인 울레발랑을 물색함으로써 저항군을 고립시키는 작전을 사용하기 시작하였다. 또한 네덜란드는 경무장한 국가헌병(maréchaussée) 부대를 배치하고 초토화 전술을 구사하는 대반란작전을 위한 새로운 전략을 수립하였다. 판 회츠는 잔존하는 저항세력을 분쇄하기 위해 당시 대령이었던 곳프리트 쿤라트 에른스트 판 달런을 투입하였다. 판 달런은 마을들을 파괴하고 1150명의 여자와 어린이를 포함해 적어도 2900명의 아체인을 죽였다. 네덜란드군의 사망자는 단 26명뿐이었고, 이 전과로 판 달런은 진급하였다.

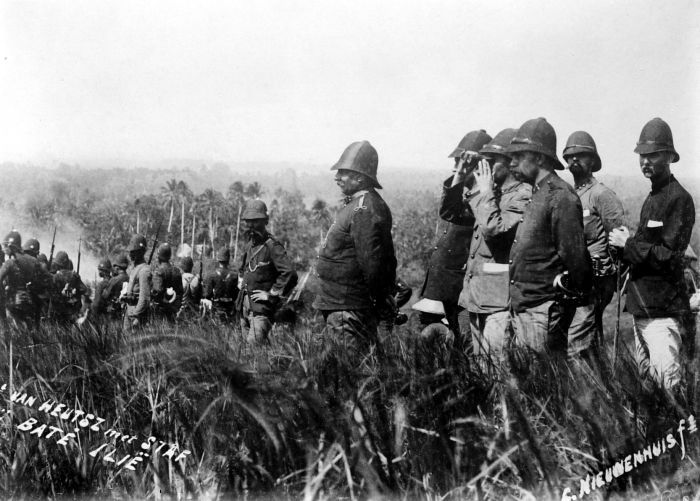
판 회츠 장군과 장교들

1903년에는 술탄 이브라힘 만수르 샤, 투안쿠 라자 크말라, 마뭇, 무다 프르카사 등 아체 저항군의 주요 세속 지도자들이 항복하였다. 1904년 무렵 아체의 대부분 지역은 네덜란드의 지배 하에 놓였고 식민 정부와 협조하는 토착 정부가 생겼다. 네덜란드는 아체인들의 무장 투쟁 의사를 꺾기 위해 종교적 관용 정책을 시행하여 아체 지역의 지배력을 굳혔다. 그럼에도 네덜란드인이 군사력을 사용해 아체인을 잔혹하게 억압한 사건은 계속 발생하였다. 예로 1904년 아체의 가요(Gayo)와 알라스(Alas) 지역을 정복하는 와중에 쿠토 레(Koeto Reh) 마을에서 네덜란드인이 벌인 학살 사진에서 주민들의 대량 살해가 있었음을 알 수 있다. 아체 전쟁 와중에 발생한 아체 측 사망자는 5만에서 6만 명, 부상자는 백만 명 이상으로 추정된다. 네덜란드인의 침입으로 거주 지역의 공동체가 붕괴하자 만 명 가량의 아체인들은 이웃의 영국령 말라야로 피난을 갔다.
그 무렵 네덜란드에서 판 회츠는 아체에 평화를 가져온 영웅 대접을 받으며 1904년 네덜란드령 동인도의 총독으로 승진하였다. 암스테르담에는 아직도 판 회츠를 위해 세운 기념비가 있는데, 나중에 잔학했던 아체 저항군 분쇄에 대한 항의로 판 회츠의 이름과 모습은 지워졌다. 네덜란드는 보편적인 국제 기준을 충족하지 않는 독립적인 토착 통치자들의 억압과 후진적 관례에서 대중을 해방할 도덕적 필요를 들며 아체에서의 행위를 변호하였다. 아체 전쟁이 어느 정도 성공을 거두자 네덜란드는 고무되어 1901년부터 1910년까지 발리섬, 말루쿠 제도, 보르네오섬, 술라웨시섬 등의 잔존 독립 지역을 합병하였다.
내륙 고지대에서는 식민 정부의 영향력이 결코 굳건하지 않았고, 울라마가 이끄는 소규모 게릴라는 1942년까지 존속해 있었다. 가요 지역은 1914년까지도 저항의 중심이었지만, 네덜란드 세력을 축출하는 것이 불가능하다는 것이 분명해지자 차츰 울라마의 저항 의지도 수그러들어 갔다. 한편 인도 제국의 사이드 아흐마드 칸은 성전, 즉 '지하드'라는 용어를 반 네덜란드 항쟁에 사용하지 말 것을 주장했는데, 이 용어는 종교적 탄압에 항거하는 전쟁에만 쓰인다는 이유였다.

## 전쟁 이후

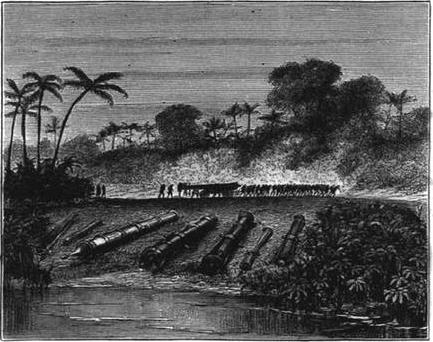
1874년 네덜란드의 아체 침공 후 해체되어 있는 아체의 화기 - 《일러스트레이티드 런던 뉴스》

아체 전쟁 이후 지역 울레발랑은 간접통치 형식으로 네덜란드가 아체 지배를 유지하는 것에 협조했다. 20세기 초 스탠더드 오일과 로열 더치 셸은 아체 지역의 석유를 추출하기 위한 정제소를 설치하였다. 1910년대 중반을 기점으로 공개적인 저항은 종식되었지만, 네덜란드에 대한 아체 민중들의 저항은 1942년 일본 제국이 네덜란드령 동인도를 침공할 때까지도 계속되었다. 20세기 초 내내 〈히카얏 프랑 사빌(Hikayat Perang Sabil)〉 등에 영향받은 아체 독립투사들은 네덜란드 시민과 병사를 대상으로 산발적인 자살 공격을 감행하였다. 이는 '아체의 살해(네덜란드어: Atjeh-moord)'로 알려졌는데, 이 때문에 네덜란드 정부는 계속해서 아체 지역에 상당량의 군사를 주둔시켜야 했다.
네덜란드 식민 정부는 아체인에게 강제적으로 1년에 24일을 도로 공사장에서 노동하도록 했는데, 이는 아체인들의 분노를 부채질했다. 1920년대 중반 아체 전역은 다시 반 네덜란드 게릴라전이 벌어지는 상태로 회귀하였다. 일본 제국군의 침공 후 처음에 일본 점령군은 아체 민족주의자에게 해방군으로서 환영을 받았으나 이후의 처사로 인해 이슬람 반군들의 저항을 받았다. 이 저항은 바유의 반란을 끝으로 일단락되었다. 1945년 8월에 벌어진 일본의 항복에 뒤이은 인도네시아 독립전쟁기에 울레발랑은 네덜란드에 대한 부역으로 응징의 대상이 되었으며 아체 지역은 수카르노가 이끄는 공화주의자의 거점이 되었다. 강고한 반식민 정서 때문에 1947년-1948년 네덜란드가 시도한 동인도의 재식민화 과정에서 아체 지역은 공격받지 않았다.
1949년 8월 네덜란드 정부가 신생 인도네시아 정부에 일부를 제외한 동인도의 주권을 이양한 후, 많은 아체인들은 자와인이 중심이 되는 자카르타의 중앙정치 무대에 불만을 품고 자치를 요구하기 시작하였다. 아체가 기독교도가 대다수인 바탁인들의 지역과 함께 수마트라우타라 주에 편입된 것, 공화국 정부에서의 적은 재정적, 정치적 지원, 샤리아의 시행 실패 등도 아체인들의 불만 요인이었다. 1953년에는 이러한 불만이 폭발하여 다룰 이슬람(Darul Islam, 이슬람주의 단체)이 이끈 반란이 발생했고 얼마 안 되어 인도네시아군이 이를 진압하는 사태가 벌어졌다. 하지만 내륙 지역에서는 1959년까지 저항이 지속되었고, 마침내 반군들은 협상으로 아체 지역의 자율적 지위를 확보하는 데 성공하였다. 그러나 여전히 많은 아체인들은 자와인이 중앙의 요직을 두루 꿰차고 있는 상황에 분노하고 있다.

## 같이 보기
- 디포네고로 전쟁

## 참고 문헌
- Ibrahim, Alfian. "Aceh and the Perang Sabil." Indonesian Heritage: Early Modern History. Vol. 3, ed. Anthony Reid, Sian Jay and T. Durairajoo. Singapore: Editions Didier Millet, 2001. 132-133
- Reid, Anthony (2005). An Indonesian Frontier: Acehnese & Other Histories of Sumatra. Singapore: Singapore University Press. ISBN 9971-69-298-8.
- Ricklefs, M.C (1993). A History of Modern Indonesia Since c. 1300. Hampshire, UK: MacMillan Press. pp. 143–46. ISBN 978-0-8047-2195-0.
- Vickers, Adrian (2005). A History of Modern Indonesia. New York: Cambridge University Press. pp. 10–13. ISBN 0-521-54262-2 {{isbn}}의 변수 오류: 유효하지 않은 ISBN..